# Пилигримът
Пилигримът (на английски: The Pilgrim) е ням филм от 1923 г. Чарли Чаплин е негов сценарист и режисьор.
Чаплин играе и главна роля във филма – като Пилигримът. В ролята на мис Браун е Една Първаянс.